# イオンいわき店
イオンいわき店（イオンいわきてん）は福島県いわき市平に所在する、イオン東北の総合スーパー (GMS) 。2011年（平成23年）2月28日までは「いわきサティ」の名称で営業していた。

## 概要
1995年（平成7年）9月に福島県内におけるサティ第2号店としてオープン。当時運営していたマイカル東北のサティの中では、秋田サティ（現・イオン秋田中央店）に次ぐ売上を計上していた。そのため、いわきサティの店長はマイカル東北の取締役であり、南東北の「サティ」や「ニチイ」を取りまとめる南東北ブロック長を兼任していた。
2001年（平成13年）9月、マイカル経営破綻の直前にマイカル東北からマイカル本体に会津サティ（2009年（平成21年）6月に閉店）や福島サティ（現・イオン福島店）などとともに譲渡された。2011年（平成23年）3月1日、マイカルがイオンリテールに統合されるのに伴い、サティからイオンに名称変更されている。
2018年（平成30年）6月、いわき市小名浜地区に同じイオングループのショッピングセンターであるイオンモールいわき小名浜が開業したが、当施設は引き続き営業を継続している（当店は旧・平市、イオンモールいわき小名浜は旧・磐城市の市域に所在する）。
2020年（令和2年）3月、イオンリテールは東北のイオン店舗の運営をイオン東北へ分割・継承したことに伴い、当店はイオン東北による運営となった。

## 沿革
- 1995年（平成7年）9月21日 - 「いわきサティ」開店。
- 2001年（平成13年）
  - 9月1日 - マイカル東北の運営からマイカル本社に店舗譲渡されマイカル直営店舗になる。
  - 9月14日 - リニューアルオープン（この日にマイカルは民事再生法を申請）。
  - 9月18日 - マイカル東北が東京地方裁判所に民事再生法の適用を申請して事実上破綻。
  - 11月22日 - 「マイカル」が東京地方裁判所に会社更生法の適用を申請して、破綻処理の手法を民事再生法から切り替え。
- 2009年（平成21年）2月1日 - いわき市内スーパー各店のレジ袋有料化に伴い、食品売場でのレジ袋無料配布を中止する。
- 2011年（平成23年）
  - 3月1日 - GMS事業の再編に伴い、運営のマイカルがイオンリテールに吸収合併され「イオンいわき店」へ店名変更。
  - 3月11日 - 東日本大震災による被害で営業停止となる。
  - 4月6日 - 1・2階に続き全館での営業を再開[3]。
- 2020年（令和2年）
  - 3月1日 - 店舗の管理・運営および食品売場をイオン東北に移管[4]。
  - 4月1日 - 本店を含む全国のイオン直営売場での無料レジ袋配布終了[5]。
- 2021年（令和3年）9月1日 - イオン東北とイオンリテール東北事業本部の統合[6][7]に伴い、「イオンいわき店」衣料、住居余暇、H&BC各売場をイオン東北に移管。
- 2023年（令和5年）11月 - イオンいわき店にて、使用する電力の一部に太陽光で発電した再生可能エネルギー由来の電力の活用を開始[8]。
- 2024年（令和6年）11月25 - いわき中央警察署員や従業員、警備員などおよそ30人にて不審者対応訓練を実施[9]。

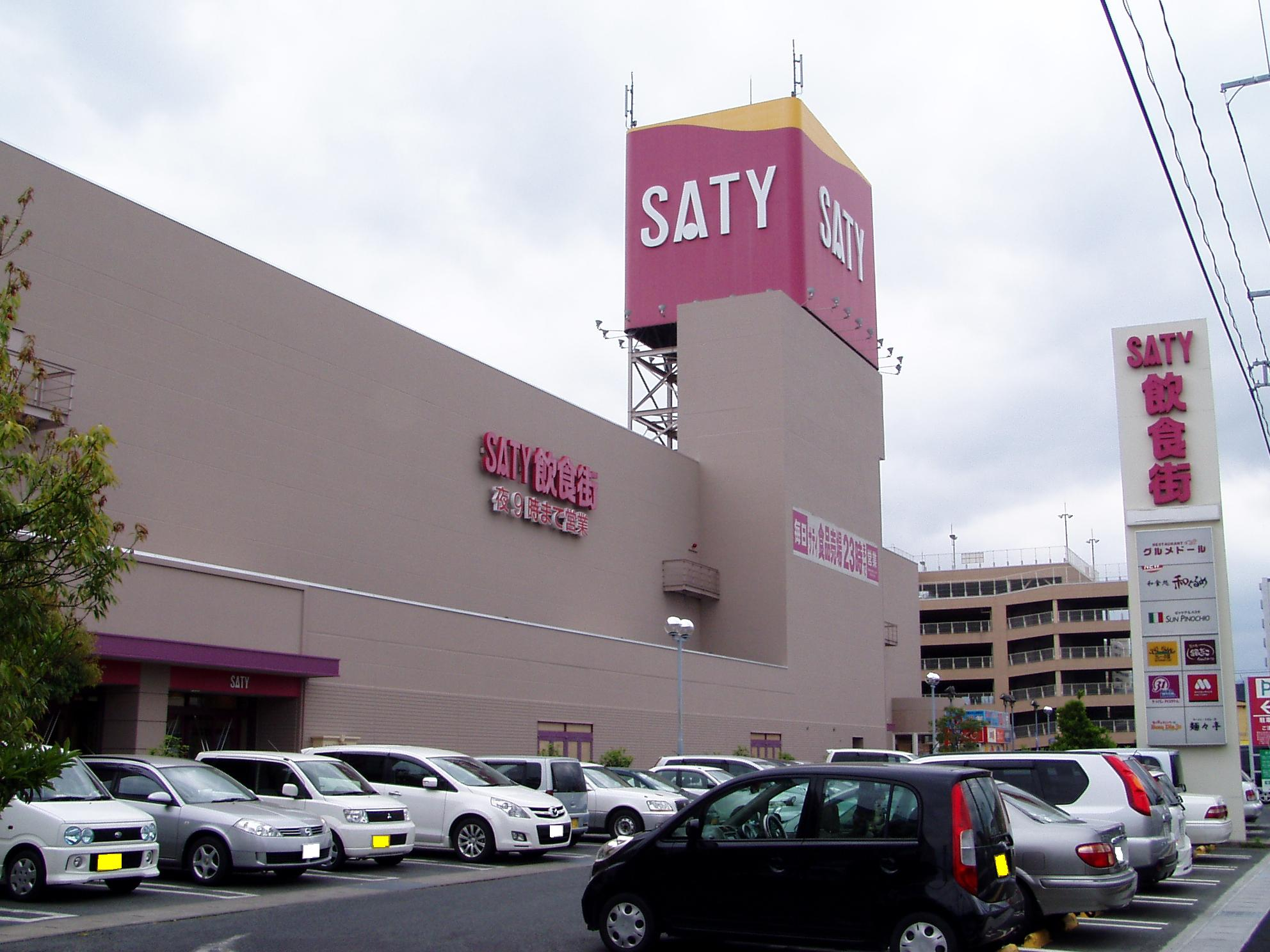
いわきサティ時代の外観（2009年）

## フロアとテナント

### フロア概要
核店舗のイオンいわき店と約50の専門店で構成される。本館とサンデーの2階部分には、連絡通路が設けられている。
| 階       | 本館                                       | 立体駐車場 |
| -------- | ------------------------------------------ | ---------- |
| 5～7階   |                                            | 立体駐車場 |
| 4階/屋上 | 屋上駐車場                                 | 立体駐車場 |
| 3階      | キッズファッションと住まいと暮らしのフロア | 立体駐車場 |
| 2階      | 婦人と紳士のファッションのフロア           | 立体駐車場 |
| 1階      | 食料品・日用雑貨と専門店のフロア           | 立体駐車場 |

### テナント
出店テナント全店の一覧詳細情報、営業時間およびATMを設置している金融機関の詳細は公式サイト「イオンいわき店」を参照。

## その他
- セルフレジ導入店舗（食品売場）
- 2階はサンデーいわき平店（イオングループのホームセンター。2018年12月まではニューライフカタクラ平店[注釈 1]）の2階と連絡通路で行き来できるようになっている。カタクラの最末期は1階でのみ営業しておりこの連絡通路は暫く封鎖されていたが、サンデー開業時に2階を再び使うようになったため連絡通路も再利用されるようになった。なお、1階にもサンデーへの通用口が存在するが、カタクラ時代に入り口を売り場で塞いでいるため現在は出入口としてしか機能していない。

## アクセス

### 鉄道
- 東日本旅客鉄道（JR東日本）いわき駅から徒歩約15分、内郷駅から徒歩約58分

### 自動車
- 常磐自動車道 - いわき中央ICより約15分、いわき湯本ICより約29分

### 駐車場
当施設の駐車場は、1,171台利用可能となっている。
| 施設駐車場 | 駐車台数 | 駐車可能時間                    | 備考          |
| ---------- | -------- | ------------------------------- | ------------- |
| 立体駐車場 | 970      | 6:30 - 20:30（出庫は21:30まで） | 高さ制限2.1ｍ |
| 平面駐車場 | 131      | 6:30 - 22:00                    |               |
| 正面駐車場 | 70       | 6:30 - 22:00                    |               |